# 김성주 위장 유인 암살 사건
김성주 위장 유인 암살 사건(金聖柱 僞裝 誘引 暗殺 事件, 혹은 김성주 살해 사건(金聖柱 殺害 事件))은 1954년 3월 28일 당시 예비역 대한민국 육군 소령 김성주(金聖柱, 1924~1954) 前 민주국민당 당무위원이 원용덕(元容德, 1908~1968) 연합참모본부 헌병 총사령부 총사령관 및 대한민국 육군 현역 중장에게 위장 체포로써 끌려가 납치 암살된 사건이다.

## 사건 전개 과정

### 사건의 발단 과정과 예기치 못한 초고속 극단성 사건 결말
청년운동가 김성주(金聖柱, 1924~1954)는 1945년 8·15 광복 이후 평안청년회(平安靑年會)와 서북청년회(西北靑年會) 등에서 청년 운동의 거물로 활약, 6·25 한국 전쟁 때는 육군 제1사단 예하 의용호림부대(義勇虎林部隊)를 조직하여 북한군과 전투하였고 1952년 3월 2일을 기하여 육군 소령 예편 이후 민주국민당 당무위원 직위를 거쳐 신익희(申翼熙, 1892~1956) 민주국민당(民主國民黨) 총재의 보좌관을 지냄에 이어 민주국민당 총재 보좌관 사퇴 이후 제2대 대선 당시 무소속 대선 후보였던 조봉암(曺奉岩, 1898~1959)의 선거 운동에 참여를 한 이후 이승만(李承晩, 1875~1965) 정권에 반기를 들며 1953년 6월에 반공포로석방을 비난하다가 끝내 구속되었다. 결국 예비역 육군 소령 김성주는 1953년 7월 27일, 휴전 협정 직후 1953년 7월 30일을 기하여 육군 군법회의 예하 고등군사재판에서 징역 7년형을 선고받았는데 서울 민간 일반 예하 법원에서는 다시 형사 재판을 개정(開廷) 조치 처분하였다.

### 원용덕이 지휘 및 개입하여 이루어진 사건의 초고속 극단성 결말
그리하여 예비역 육군 소령 김성주(金聖柱) 前 민주국민당 당무위원의 무죄가 확정될 무렵이던 1954년 3월 28일을 기하여 육군형무소에서 당시 육군본부 헌병차감이었던 김진호(金鎭浩) 육군 중령에게 김성주(金聖柱)는 신병 인수 조처되었으나 결국 이것은 농간과 비슷한 성향의 조치 처분에 불과하였고 끝끝내 김성주(金聖柱)는 원용덕(元容德, 1908~1968) 육군 중장의 자택에 위장 체포로써 끌려가서 암살(린치 킬, 영어: lynch kill)되었다. 원용덕 장군은 당시 연합참모본부 헌병 총사령관 직무에 재직하고 있었다.

## 사건의 사후 징치
이 사건이 발발한지도 7년 후 1961년 3월 20일을 기하여 그 당시 연합참모본부 고문 직위에 재직하였던 원용덕(元容德) 현역 육군 중장은 아직 7년 전이었던 1954년 당시에 각각 발발한 김성주 살해 사건이라는 상기 해당 사건과 불온문서 투입 사건(1954년 2월 9일 발생)이라는 양대 군사 관련 형사 사건의 주모자로 구속되어 재판 끝에 한 달 후 1961년 4월 10일을 기하여 육군 중장 강제 예편 처분 및 징역 15년형을 선고받았다. 그렇지만 결국 원용덕은 형기를 모두 채우지 않은 채 1963년 3월 23일을 기하여 특별사면 석방되었다.